# Venerea
Venerea ist eine schwedische Skatepunk- und Melodic-Hardcore-Band.

## Geschichte
Venerea wurde 1991 in Falkenberg als Cover-Band gegründet. Gründungsmitglieder waren Daniel „Dana“ Johansson (Bass), Johan „Bengan“ Bengtsson (Gesang, Gitarre), Mattias „Talle“ Toldbod (Schlagzeug) und Stefan Stenslund (Gitarre). Zu ihren ersten Stücken zählen etliche 1980er-Punk Cover-Versionen, z. B. von Bad Religion und Ramones, aber auch einige Metal-Cover-Versionen, welche sogar bis auf ihre späteren Alben überdauert haben (z. B. "Black Wind, Fire and Steel", zu finden auf Shake Your Swollen Booty). Noch 1991 trennte sich Stefan von der Band um sich dem Metal zu widmen und Mikael „Mike“ Persson trat der Band als neuer Sänger und Bassist bei; Dana wechselte zur Gitarre.
1992 und 1993 nahmen sie dann ihre ersten Demos auf, damals noch unter dem Namen Venereal Disease; schon hier schrieben Dana und Mike die Liedtexte, was sich auch nicht ändern sollte. Die Demos From Beer to Eternity und The Second Cuming of Venereal Disease brachten ihnen direkt einen Vertrag mit Brööl Records ein, wo sie dann ihr 8-Track-Debütalbum Hullabaloo unter dem Namen Venerea (nicht als Kurzform der Krankheit, sondern abgeleitet vom Namen einer Sonde, welche von der NASA auf die Venus geschickt wurde, um die inneren Gesteinsschichten zu analysieren) aufnahmen. Noch mit einer Auto-Stereoanlage gemixt bezeichnen sie ihr Album selber als „eins der schlechtesten erschienenen Debütalben“ („one of the worst debuts ever“), trotzdem folgten 1995 und 1996 die Alben Shake Your Booty und die B-Seite Swollen. Auf Shake Your Booty befand sich auch ihr erstes Video, ein Zuhause gedrehtes Video zu dem gleichnamigen Song Shake Your Booty. Das Album war erfolgreich genug um Venerea einen Plattenvertrag bei dem deutschen Label Gift of Life Records zu beschaffen; das Video wurde sogar im TV gezeigt.
Beim neuen Label angekommen und ohne zweiten Gitarristen („Bengan“ wurde nach einer Tour rausgeschmissen, „for not learning new songs properly“) arrangierten sie ein Re-Release ihres Erfolgsalbums Shake Your Booty zusammen mit der B-Seite Swollen, welche als Shake Your Swollen Booty und einer Verkaufszahl von 15.000 Stück in die Annalen der Bandgeschichte eingehen sollte.
Das 1997 erschienene Album Both Ends Burning nennt Venerea ihr wirkliches Debüt, und es ist zugleich mit 15 Liedern ihr erstes wirkliches Full-Length-Album. Nach den Aufnahmen und dem Release folgten einige Tours quer durch Europa, bis Gift of Life Records in finanzielle Schwierigkeiten geriet und sich auflöste. Diese Pause nutzten sie um einen neuen Gitarristen und Hintergrundsänger zu suchen, und sie wurden mit Andreas „Anden“ Flygare, vorher bei den Scarecrows aktiv, fündig.
Nach einer weiteren Tour verließ der bisherige Schlagzeuger „Talle“ die Band, um seinen Beruf als Elektriker weiter auszuüben, als Schlagzeuger sprang Mattias „El Bonko“ Johansson für eine Tour und das Vinyl-Album We Shall Overcome ein.
Daraufhin folgte ein weiteres Album bei einem Übergangslabel, Renate/Community Records, welches allerdings auch ihr erfolgreichstes werden sollte: Losing Weight, Gaining Ground. Das besondere an dem Album war der Schlagzeuger: Ex-Roadie Frederik „Fred“ Andersson war in die Band aufgenommen worden, obwohl er vorher nichtmal in die Nähe eines Schlagzeugs gekommen war. Auf dem Album fand sich wieder ein Video, dieses Mal zu dem Song Back to the Start, es war stark im South-Park-Stil gehalten. Einige Tours, u. a. die Vans Off The Wall-Tour, folgten in den Jahren darauf bis zum Release des etwas dunkleren Albums Out in the Red, welches eine leichte Entwicklung „zurück zu den Wurzeln der 80er Jahre“ ist.
2005 erschien nach einigen Jahren voller Tours das Album One Louder. Durch das neue Label Bad Taste Records ist das Album bisher ein noch größerer Erfolg als Losing Weight, Gaining Ground. Mittlerweile wurde zum Opener Calling Card das erste professionelle Video der Band gedreht.
Ex-Roadie und -Schlagzeuger Fred ist sogar auf dem aktuellen Album noch am Begleitgesang zu finden und hat einen Platz in den Credits neben Mike, Dana und Anden als „Angry Choir“.
Nach Aussage von Andreas Flygare, auf der Facebook-Seite von Skatepunkers.net, sitz Martin Svensson seit geraumer Zeit wieder hinter dem Schlagzeug.

## Diskografie

### Alben
- 1994: Hullabaloo (CD/EP, Brööl Records)
- 1995: Swollen (CD/EP, Brööl Records)
- 1995: Shake Your Booty (CD/EP, Brööl Records)
- 1996: Shake Your Swollen Booty (CD/LP, Gift of Life Records)
- 1997: Both Ends Burning (CD, Gift of Life Records)
- 1998: We Shall Overcome (10"-LP, Renate/Community Records)
- 2000: Losing Weight, Gaining Ground (CD/Gatefold-LP, Renate/Community Records)
- 2001: Shake Your Swollen Booty Re-Release (CD, Renate/Community Records)
- 2001: Both Ends Burning Re-Release (CD, Renate/Community Records)
- 2003: Out in the Red (CD/LP, People Like You Records)
- 2005: One Louder (CD, Bad Taste Records)
- 2008: Black Beach Recordings (EP)
- 2010: Lean Back in Anger (CD)
- 2014: Smash the Statues (EP, Bad Taste Records)
- 2016: Last Call for Adderall (CD/LP, Dirty Six Records)
- 2022: Euro Trash (SBÄM Records)

### Kompilationen
- 1994: Really Fast (LP) – Sex Is Really Fun, Phone Me Up
- 1994: Spinnin' the Chamber (CD) – Be Nice
- 1995: Epitone (CD) – Orig. Version von Little Billie John
- 1995: Tjöpjusta 2 (CD) – Wollen Sie bumsen?, Peder the Plumber
- 1997: First Trip to Punkland (CD) – Happy Thoughts
- 1998: Kabuki Knights (CD) – Happy Thoughts
- 2001: Punk Chartbusters 4 (CD) – On the Road Again